# Walden Waltz
I Walden Waltz sono un collettivo musicale italiano nato ad Arezzo.

## Storia
I Walden Waltz, a seguito di un tour nella East Coast americana, registrano nel 2011 a San Francisco un album ancora inedito con il produttore ed ingegnere del suono statunitense Ron Nevison ( Led Zeppelin, TheWho, Rolling Stones). 
La band riceve il premio Outstanding Debut Release  ai Los Angeles Music Awards 2012 con il brano Looking down, prodotto dallo stesso Ron Nevison. Nel 2015 esce il primo LP completo intitolato Eleven Sons.

## Discografia
- Walden Waltz EP - Produced by Ron Nevison  (2011)
- Eleven Sons  - Santeria / Audioglobe / The Orchard  (2015)